# Lolo – Drei ist einer zu viel
Lolo – Drei ist einer zu viel (Originaltitel: Lolo) ist eine französische Komödie von Julie Delpy aus dem Jahr 2015. Der Film kam am 28. Oktober 2015 in die französischen Kinos. Kinostart in Deutschland war am 17. März 2016 und in Österreich einen Tag später.

## Handlung
Violette ist eine neurotisch-hypochondrische Pariserin, die in der Modebranche arbeitet. Die Mittvierzigerin ist geschieden und lebt mit ihrem halbwüchsigen, verwöhnten Sohn Éloi, genannt Lolo, zusammen. Bei einem Urlaub in Biarritz lernt sie den Informatiker Jean-René kennen und es kommt zu einer kurzen Affäre. Als Jean-René aus beruflichen Gründen nach Paris zieht, wollen sie ihre Beziehung vertiefen, wenn da nur nicht Lolo wäre; denn dieser kann es nicht ertragen, nicht mehr der Mittelpunkt im Leben seiner Mutter zu sein...

## Produktion
Julie Delpy wurde nach ihren Angaben durch die Filme Böse Saat und Das Dorf der Verdammten zu dieser Komödie inspiriert. Doch nicht nur der narzisstische Sohn und die Erziehungsfrage standen für Delpy im Vordergrund. Sie bemängelte, dass in vielen Filmen Frauen mit 40 dieselben Probleme hätten wie 25-Jährige; daher habe sie in Lolo Beziehungen von älteren Erwachsenen zueinander zeigen wollen. In der offenherzigen, vorlauten Art von Violette und ihrer besten Freundin Ariana habe sie auf die Persönlichkeiten ihrer eigenen Eltern, insbesondere die ihrer Mutter anspielen wollen.

## Rezeption
Cinema lobte, Julie Delpy bleibe „ihrer Vorliebe für frivole Dialoge treu“. Mit Lolo sei ihr eine „abgründige Komödie“ gelungen, „die bissigen Humor mit Situationskomik verbindet“. Der Filmdienst befand hingegen, Delpy reihe „ihre bewährten Komödien-Elemente etwas zu kalkuliert aneinander“, sodass die „zunehmend absurdere Farce mit vielen Karikaturen, schnellen Wortwechseln und infantiler Situationskomik“ zwar eine Weile als „machiavellistischer Reigen“ erfreue, „dann aber doch allzu vorhersehbar in ausgetretene Pfade“ rutsche.